# 布勞湖
46°31′57″N 7°39′53″E / 46.53250°N 7.66472°E

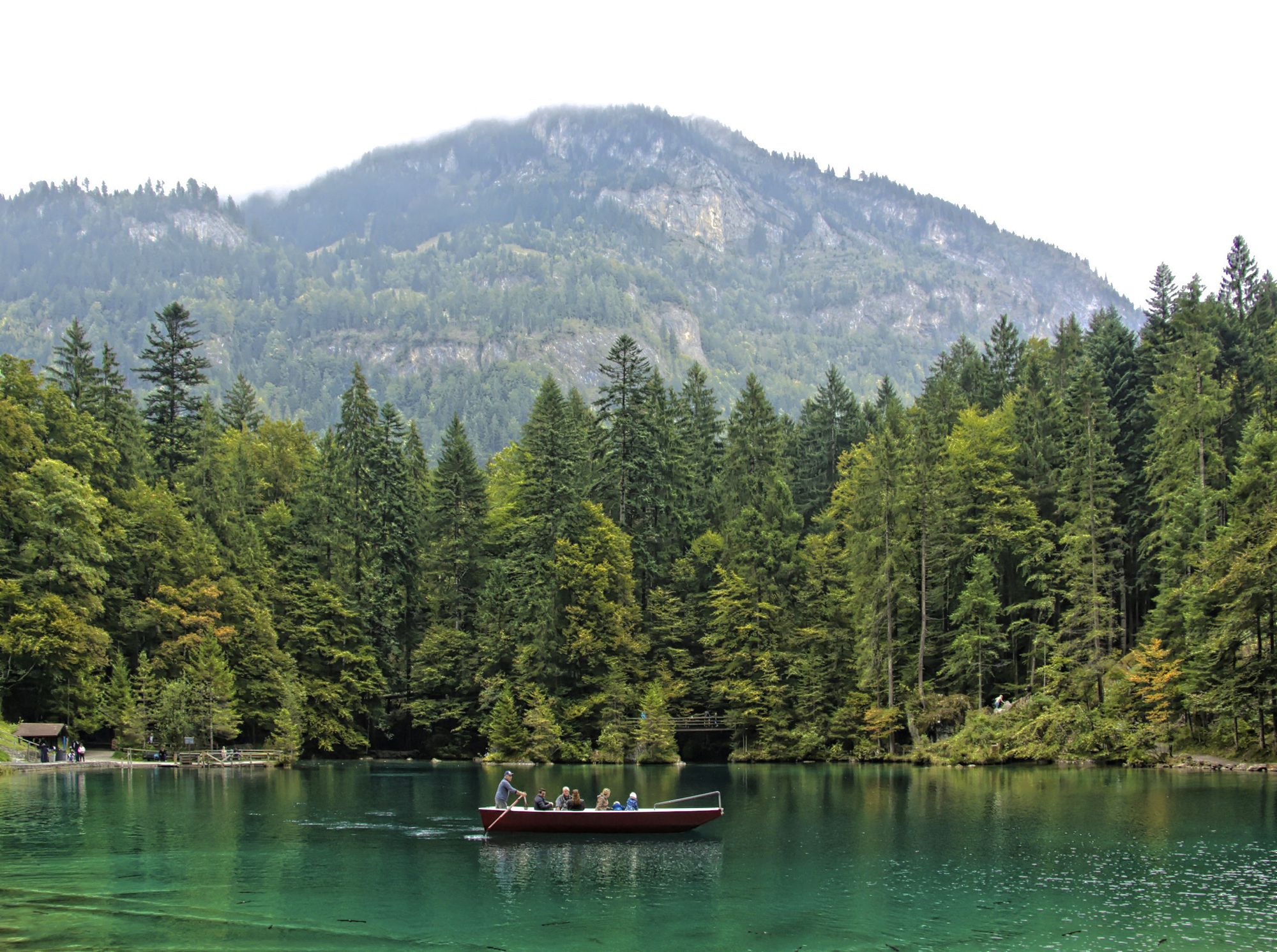

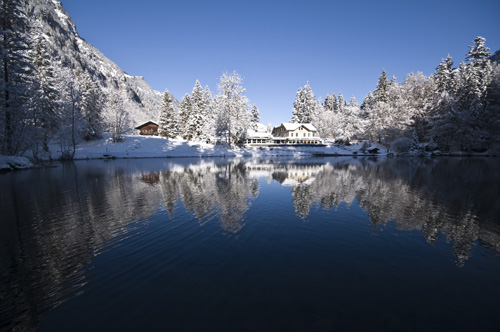

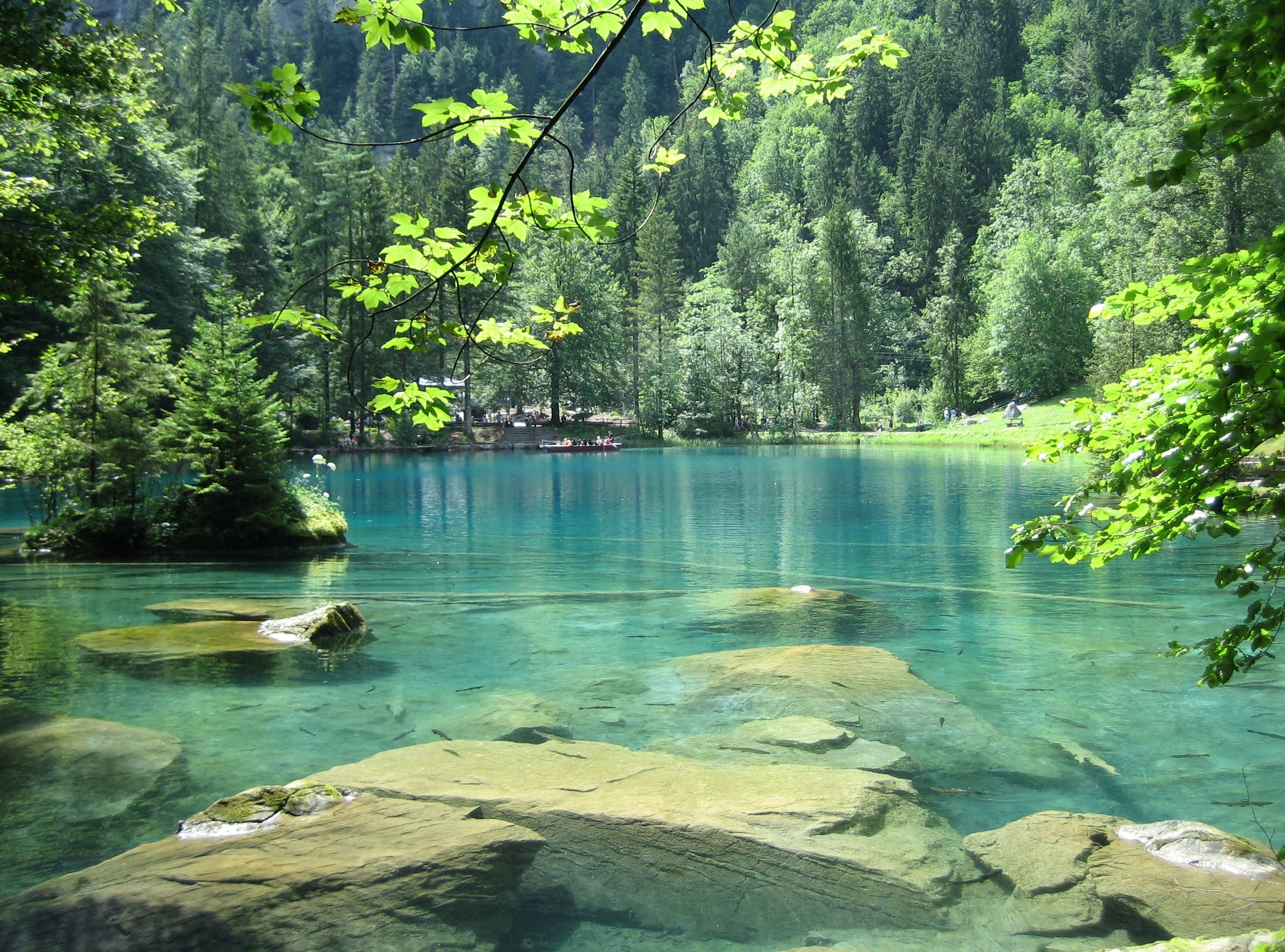

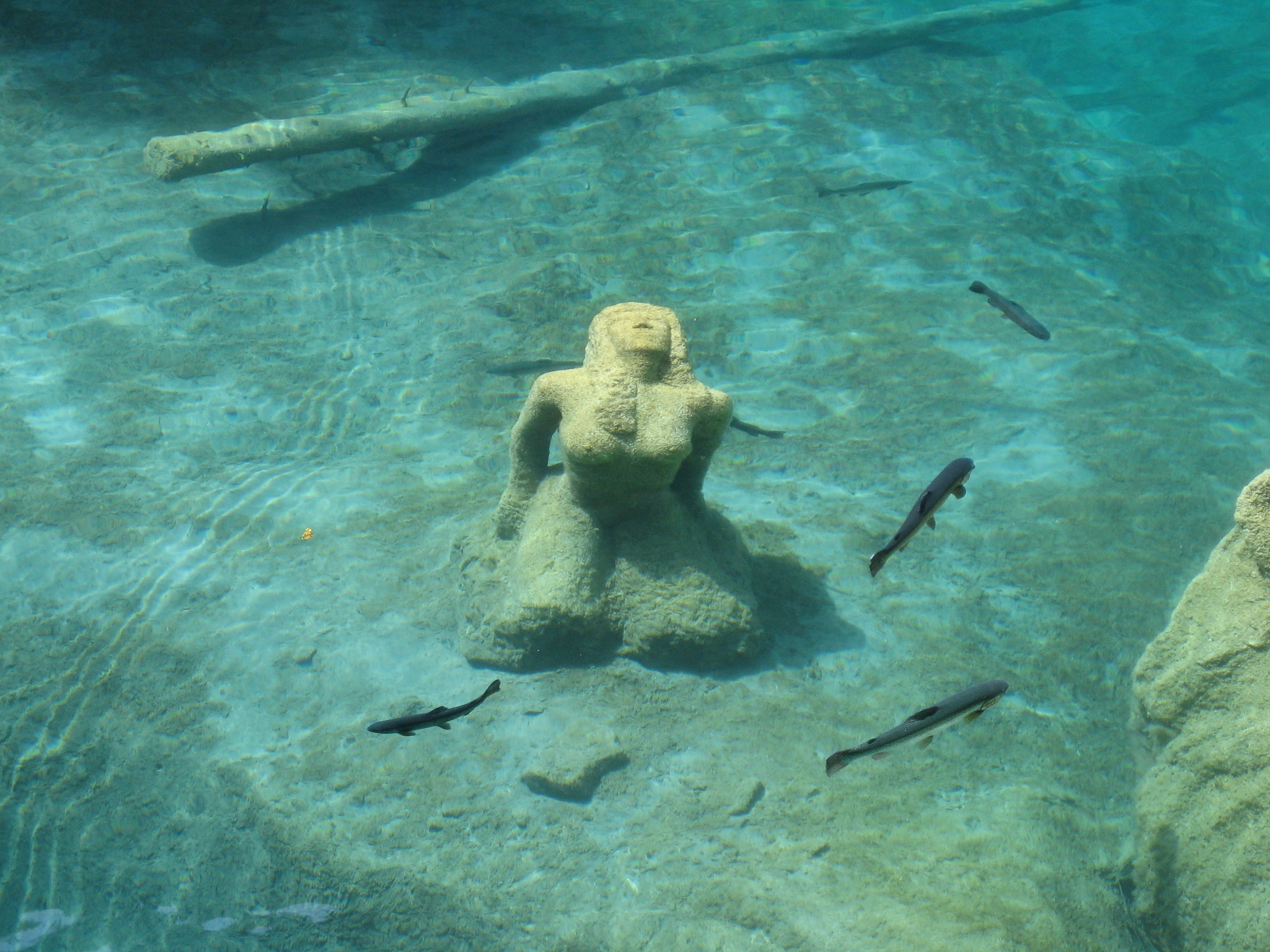

布勞湖（Blausee），是瑞士的湖泊，處於伯爾尼台地，面積0.6平方公里，海拔高度887米，最大水深12米，是旅遊業的熱門地點。